# .int
도메인 이름 int는 인터넷 도메인 네임 시스템의 스폰서 최상위 도메인(sTLD)이다. 이 이름은 국제 조직 및 조약 관련 목적으로 사용되는 것을 특징으로 하는 국제이라는 단어에서 파생되었다. 이 도메인은 이전에 최상위 도메인인 .nato에 할당되었던 NATO에 의해 처음 사용되었다.
IANA(Internet Assigned Numbers Authority) 정책에 따라 RFC 1591을 기반으로 하는 sTLD int는 국제 조약 기반 조직, UN 기관 및 유엔에서 관찰자 지위를 갖고 있는 조직 또는 단체를 위해 예약되어 있다. int는 보유자가 국제법의 적용을 받는다는 것을 의미하므로 모든 TLD 중 가장 엄격한 적용 정책을 가지고 있는 것으로 간주된다. 이러한 이유로 신청 절차에서는 신청자가 UN 조약 등록 번호를 제공하여 실제로 조약에 기반을 두고 있으며 독립적인 법적 지위를 가지고 있다는 증거를 제공해야 한다.

## 같이 보기
- 일반 최상위 도메인